# Комітет Башкирського опору
Комітет башкирського опору — воєнізована націоналістична організація, що діє в тимчасово окупованому Кремлем  Башкортостані. Основна мета руху — здобуття Башкортостаном незалежності. Був заснований 21 вересня 2022 року. Рух займається підпалами російських урядових будівель і відділків поліції.

## Історія
Комітет башкирського опору засновано 21 вересня 2022 року. Кілька комісаріатів були атаковані. Після російської часткової мобілізації башкирський опір висловився: 

Час демонстрацій і маршів протесту закінчився, Путіна та його союзників тепер чекають кулі та коктейлі Молотова. 
24 вересня група підірвала офіс «Єдиної Росії» в Салаваті, а 3 жовтня вони підірвали офіс Комуністичної партії Росії в м. Салават. Російські чиновники підозрюють у створенні та підтримці комітету Руслана Габбасова, башкирського емігрантського лідера. Російський політолог Дмитро Орєшкін так описав комітет:

перша ластівка серед республік, які говорять про незалежність
Після часткової мобілізації Комітет башкирського опору веде підпільну війну проти російського уряду, підриваючи комісаріати, офіси ФСБ та адміністративні будівлі. Група підтримує зв'язки з Башкирським національним політичним центром Габбасова, спадкоємцем Башкорту, політичної партії, забороненої Верховним судом Башкортостану у 2020 році як екстремістську організацію. Група офіційно підтримує подальшу федералізацію та регіональні права в Росії для досягнення власного суверенітету, але має велику фракцію, яка виступає за повну незалежність Башкортостану. У серпні 2021 року голова Башкорту Фаїль Алсинов і Руслан Габбасов влаштували масову акцію протести на Куштау, де кілька тисяч протестувальників зіткнулися з місцевими силовиками. З протестувальниками про їх розгін вів особисто глава республіки Башкортостан Радій Хабіров . Після протесту Алсинов і Габбасов виїхали до Литви, оскільки проти них було порушено кримінальну справу за створення екстремістської організації.
10 жовтня 2022 року в Telegram з'явилися фотографії озброєних башкирських бойовиків з шевронами з синім шестикутником і півмісяцем, схожими на знаки розрізнення армії Башкортостану часів громадянської війни в Росії. Бойовики заявили, що не хочуть воювати за русский мир і що українці нічого не робили проти башкир, і що вони присягнули воювати за звільнення Башкортостану. На базі цієї групи бойовиків була сформована рота «Башкорт» у складі ЗСУ.